# Artur Craciun
Artur Craciun (ur. jako Artur Focșa 29 czerwca 1998 w Kiszyniowie) – mołdawski piłkarz występujący na pozycji obrońcy  w klubie ŁKS Łódź   oraz w reprezentacji Mołdawii.

## Kariera
Wychowanek Zimbru Kiszyniów. W seniorskiej karierze grał w drugiej i pierwszej drużynie Zimbru, Sheriffie-2 Tyraspol, Milsamim Orgiejów, Universitatea Kluż, Budapest Honvéd, Viitorulu Konstanca, Sfîntulu Gheorghe, Łokomotiwie Płowdiw, Carskim Selo Sofia oraz Hapoelu Kefar Sawa. Latem 2023 roku podpisał umowę z Puszczą Niepołomice.
20 czerwca 2025 przeszdł do ŁKSu Łódź.

## Sukcesy
Milsami Orgiejów
- Puchar Mołdawii: 2017/18
- Superpuchar Mołdawii: 2019

Sfîntul Gheorghe Suruceni
- Puchar Mołdawii: 2020/21